# Abbaye de Douai
L'abbaye Saint-Edmond de Douai est une abbaye bénédictine appartenant à la congrégation bénédictine anglaise qui se trouve à Woolhampton (plus précisément à Upper Woolhampton) près de Thatcham en Angleterre (comté de Berkshire) et qui fait partie du diocèse de Portsmouth.

## Histoire
La communauté monastique de Saint-Edmond a été formée en France à Paris en 1615 par Dom Gabriel Gifford (1554-1629), futur archevêque de Reims. La communauté est en plein essor, mais elle est expulsée par la Révolution française. Elle se reforme en 1818 dans les bâtiments vacants de l'abbaye Saint-Grégoire de Douai (France).

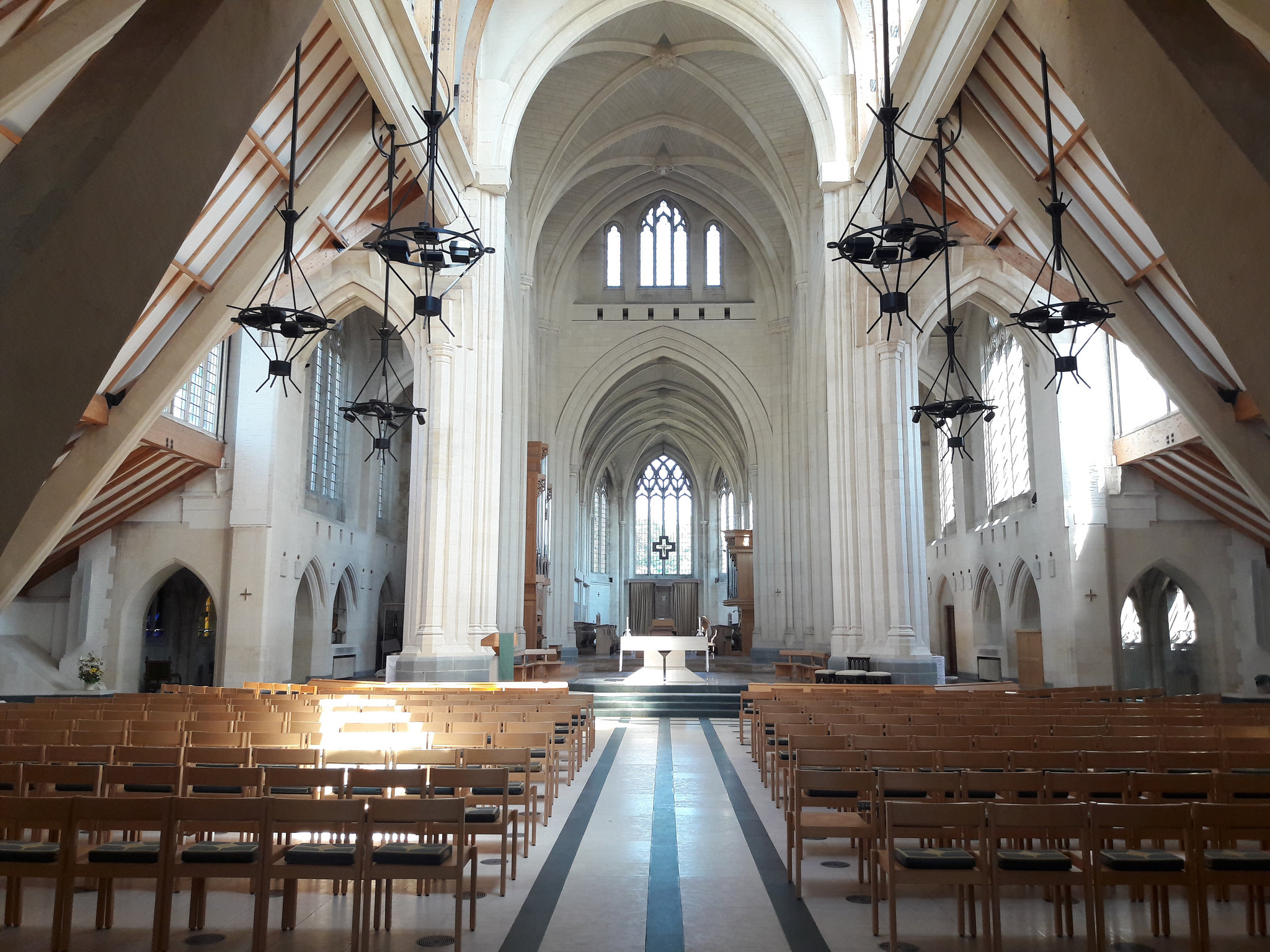
Intérieur de l'église abbatiale Saint-Edmond-le-Martyr, Woolhampton.

La communauté refusa de se conformer à la loi de 1901 de Waldeck-Rousseau sur les associations, ce qui provoqua son expulsion en 1903. Elle s'installe en Angleterre dans le séminaire mineur Sainte-Marie de Woolhampton, à l'invitation de Mgr John Cahill (1841-1910), évêque de Portsmouth. Les locaux sont aménagés en 1903, mais l'église n'est construite qu'en 1933 et achevée en 1993, à cause de difficultés financières.
L'abbaye est agrandie dans les années 1960 par l'architecte Sir Frederick Gibberd (en). Les bénédictins dirigeaient une pension de garçons prestigieuse, la Douai School, qui fut en activité jusqu'en 1999. 
Deux moines de l'abbaye ouvrent à nouveau en 2005 un prieuré à Douai, afin de conforter les liens des bénédictins anglais avec leurs origines.

## Jacobitisme
Douai a été longtemps liée avec la cause jacobite et la dynastie des Stuarts. Le roi Jacques II est enterré à Saint-Germain-en-Laye, à l'église Saint-Germain, à l'emplacement de l'ancienne église, paroisse du roi en exil, près de Paris, lieu de fondation de l'abbaye, et les membres de la famille Wittelsbach, descendants des Stuart, ont souvent fait leurs études à la Douai School. 
L'abbé actuel fait partie de la société jacobite.

## Aujourd'hui
La communauté compte trente moines, mais manque de vocations. Un moine a été ordonné prêtre en 2007, première ordination en cinq ans. La communauté s'occupe de sept paroisses et du prieuré de Douai. Trois moines sont actuellement à Rome, dont l'abbé de l'ancienne communauté de la basilique Saint-Paul-hors-les-Murs.
Les bénédictins de Douai entretiennent des rapports étroits avec Oxford, et sont attentifs à maintenir leurs traditions. Ils s'inscrivent dans la ligne de renouveau spirituel de Benoît XVI.
Les cérémonies de Pâques et de Noël sont très suivies, ainsi que celles de la fête de saint Edmond, le 20 novembre.